# Les Laubies
Les Laubies (okcitán nyelven Las Làubias) község Franciaország déli részén, Lozère megyében. 2011-ben 171 lakosa volt.

## Fekvése
Les Laubies a Margeride-hegység nyugati oldalán fekszik, Saint-Amans-tól 3 km-re északra, 1060 méteres (a községterület 1010-1388 méteres) tengerszint feletti magasságban, a Truyère jobb partján.
Északról Fontans és Saint-Denis-en-Margeride, keletről Estables, délről Saint-Amans és Saint-Gal, nyugatról pedig Serverette községekkel határos. Érinti a Saint-Chély-d’Apchert (23 km) Mende-dal (27 km) összekötő N106-os főút.
A községhez tartoznak  Chaze, Crouzet-Plo, Le Mazel des Laubies, Le Recoux, Le Vidalès és Villelongue települések.

## Története
Első írásos említése 1155-ből származik (ebben az évben Guillaume de Saint-Victor abbé átengedte az egyházközség feletti jogait a mende-i püspöknek). A Bel Ami-sziklánál kőbe vágott ókori sírhelyeket találtak. Fő gazdasági ágazata a fakitermelés és a legeltető szarvasmarhatartás, Mazelnél ásványvízforrás található.

### Demográfia
| Év   | Lakosság |
| ---- | -------- |
| 1793 | 950      |
| 1851 | 796      |
| 1876 | 770      |
| 1901 | 830      |
| 1936 | 506      |

| Év   | Lakosság |
| ---- | -------- |
| 1946 | 498      |
| 1954 | 441      |
| 1962 | 402      |
| 1968 | 305      |

| Év   | Lakosság |
| ---- | -------- |
| 1975 | 258      |
| 1982 | 221      |
| 1990 | 161      |
| 1999 | 147      |
| 2010 | 171      |

## Nevezetességei
- Temploma a 12. században épült román stílusban.
- Chaze falu egyik házának kapuzata 1503-ban épült.[2]
- Útmenti gránitkeresztek: a mazelit 1830-ban, a chaze-it 1803-ban állították.
- Recoux-ban vízesés és egy régi malom található.

## Kapcsolódó szócikk
- Lozère megye községei